# 川津春
川津 春（かわづ はる、1975年4月17日 - ）は、日本で活動していた女優。1993年に芸能活動を開始した。活動当時はフロム・ファーストプロダクションおよびアプレに所属していた。
東京都出身。血液型B型。趣味は映画鑑賞、料理。特技は料理、日常英会話。
父親は俳優の川津祐介（2022年死別）。

## 出演

### テレビ番組
- Map Style with Air Paradissimo バリ編（AXN、2007年）

### テレビドラマ
- 小市民ケーン 第7話・第12話（フジテレビ、1999年）
- ヤマダ一家の辛抱 第1話（TBS、1999年）
- あなたに逢えてよかった（毎日放送、2000年）
- 世にも奇妙な物語 '00春の特別篇「記憶リセット」（フジテレビ、2000年） - 女子店員 役
- 東京爆弾 Neo Tokyo Twilight Zone（WOWOW、2000年）
- JUDGE CAFE 第8話（BS-i、2001年）
- ビッグウイング（TBS、2001年） - 本田枝里 役
- ママまっしぐら! パート2（TBS、2001年 - 2002年）
- 世にも奇妙な物語 '02春の特別篇「おかしなまち」（フジテレビ、2002年） - 受付嬢 役
- 天国への階段（読売テレビ、2002年）
- ナイトホスピタル〜病気は眠らない〜（読売テレビ、2002年）
- ざこ検事 潮貞志の事件簿 1（TBS、2002年）
- 恋は戦い!（テレビ朝日、2003年） - 及川美樹 役
- ショコラ（毎日放送、2003年） - 萩尾奈々 役
- 14ヶ月〜妻が子供に還っていく〜 第1話・第2話（読売テレビ、2003年）
- ライオン先生（読売テレビ、2003年） - 小林真理子 役
- 夫婦。 第1話（TBS、2004年）
- 多摩南署たたき上げ刑事・近松丙吉 4「細い赤い糸」（テレビ東京/BSジャパン、2004年）- 藤村（杉並西署交通課）役
- キソウの女 II 帆村純〜刑事部機動捜査隊〜（テレビ朝日、2005年）
- 愛の道 チャイナロード 第2話（BS-i、2005年）
- 14才の母 最終話（日本テレビ、2006年）
- 嫌われ松子の一生 第10話（TBS、2006年）
- 孤独の賭け〜愛しき人よ〜 第1話（TBS、2007年）
- 夏雲あがれ 第1話（NHK、2007年）
- ファースト・キス 第9話（フジテレビ、2007年）
- 怪談新耳袋（BS-TBS、2010年）

### ネット配信ドラマ
- 性病先生 第4話（GyaO、2006年）
- 探偵事務所5 Another Story 2nd Season 第1話「その男 俳句探偵 五七五」（2007年）

### オリジナルビデオ
- 首領の一族シリーズ（GPミュージアムソフト）[要検証 – ノート]

### 映画
- BLOOD 狼血（日活、1999年）
- 千里眼 of the end of century（東映、2000年） - 自衛隊 役
- ひまわり（ケイエスエス、2000年） - 酒匂スミ 役
- Departure（大風、2000年製作/2002年公開） - 由起子 役
- MASK DE 41（ファントム・フィルム、2001年） - 浜田京子 役
- 悶絶スパイ学園（スローラーナー、2005年） - BS-iでも『スパイ道』第1シリーズの作品の1つとして放送。
- 寝ずの番（角川ヘラルド映画、2006年）
- 純愛 JUN-AI（プロジェクトデザイン、2007年） - 父親の祐介も、この作品に沢村俊介（老年）役で出演している[2]。
- HAPPY LOOSER マスカケ線（2007年）
- 愛しき反抗（ティ・ジョイ、2011年製作/2012年公開）

### 舞台
- “竹中直人の会” 第7回公演「水の戯れ」（1998年）
- 青空のメロディ（1999年）
- 美しきものの伝説（シアターVアカサカ、2004年）
- 月の子供（下北沢本多劇場、2007年）

### CM
- 日本移動通信 東海地区CM（1999年）
- NTTドコモ東海（2000年）
- 生協 CO・OP（2000年）
- アトリックス（ニベア花王、2000年 - 2001年）
- アロエリーナ（マンナンライフ、2000年 - 2001年）
- ビオレ（花王、2000年）
- 三菱電機 企業CM（2001年）
- アクエリアス（日本コカ・コーラ、2002年）
- タウンページ（NTT東日本/NTT西日本、2002年）
- 損害保険ジャパン（2002年）
- アメリカンファミリー アフラック（2003年）
- 大林組（2004年）
- TEPCOインフォメーション（東京電力、2004年 - 2006年）
- NTT西日本（2004年）
- JR東海（2004年）
- ハミング（花王）
- マスターカード（2005年）
- ダスキン（2005年）
- 岩深水（カクイチ、2005年）
- インナーシグナル（大塚製薬、2005年）
- フランジア（キリンビール、2005年 - 2007年）
- 日産自動車（2006年）